# Майке Каутстал
Майке Каутстал (нід. Maaike Koutstaal; нар. 20 червня 1975) — колишня нідерландська тенісистка.
Найвищу одиночну позицію світового рейтингу — 189 місце досягла 24 квітня 1995, парну — 86 місце — 30 жовтня 1995 року.
Здобула 1 одиночний та 9 парних титулів туру ITF.
Найвищим досягненням на турнірах Великого шолома було 3 коло в парному розряді.

## Фінали ITF
| Турніри $25,000 |
| Турніри $10,000 |

### Одиночний розряд (1–3)
| Результат | Ранг | Дата           | Турнір                     | Покриття | Суперниця            | Рахунок       |
| --------- | ---- | -------------- | -------------------------- | -------- | -------------------- | ------------- |
| Поразка   | 1.   | 29 травня 1994 | Барселона, Іспанія         | Ґрунт    | Ларісса Шерер        | 7–6, 3–6, 3–6 |
| Перемога  | 1.   | 18 липня 1994  | Більбао, Іспанія           | Ґрунт    | Катерін Моте-Жобкель | 6–3, 6–1      |
| Поразка   | 2.   | 13 жовтня 1996 | Нікосія, Кіпр              | Ґрунт    | Ева Крейчова         | 2–6, 6–7      |
| Поразка   | 3.   | 17 травня 1998 | Ле-Туке-Парі-Плаж, Франція | Ґрунт    | Катажина Новак       | 6–7, 2–6      |

### Парний розряд (9–8)
| Результат | Ранг | Дата              | Турнір                      | Покриття   | Партнерка             | Суперниці                                 | Рахунок       |
| --------- | ---- | ----------------- | --------------------------- | ---------- | --------------------- | ----------------------------------------- | ------------- |
| Перемога  | 1.   | 15 лютого 1993    | Амадора, Португалія         | Тверде     | Лара Біттер           | Віраг Чурго Теодора Недева                | 6–0, 3–6, 6–2 |
| Перемога  | 2.   | 22 лютого 1993    | Лісабон, Португалія         | Тверде     | Лінда Німантсвердрієт | Лара Біттер Кім де Вейлле                 | 6–4, 6–3      |
| Поразка   | 1.   | 22 листопада 1993 | Нуріоотпа, Австралія        | Тверде     | Мелісса Бідмен        | С'юзен Джилкріст Вікі Пейнтер             | 6–7, 2–6      |
| Перемога  | 3.   | 20 лютого 1994    | Ньюкасл-апон-Тайн, Англія   | Килим (i)  | Лінда Німантсвердрієт | Карен Нуджент Джоан Ворд                  | 2–6, 7–5, 6–2 |
| Перемога  | 4.   | 13 березня 1994   | Простейов, Чехія            | Тверде     | Лара Біттер           | Квета Пешке Яна Поспішилова               | 7–5, 6–3      |
| Поразка   | 2.   | 28 травня 1994    | Барселона, Іспанія          | Ґрунт      | Кіррілі Шарп          | Ева Бес Сільвія Рамон-Кортес              | 1–6, 3–6      |
| Перемога  | 5.   | 3 липня 1994      | Штутгарт, Німеччина         | Тверде     | Лара Біттер           | Ніколь Пратт Кіррілі Шарп                 | 6–1, 6–2      |
| Поразка   | 3.   | 29 серпня 1994    | Стамбул, Туреччина          | Тверде     | Карін Баккум          | Петра Рацлавська Ленка Немечкова          | 2–6, 3–6      |
| Поразка   | 4.   | 17 червня 1995    | Гечо, Іспанія               | Ґрунт      | Седа Норландер        | Магдалена Гжибовська Марія Фернанда Ланда | 2–6, 4–6      |
| Перемога  | 6.   | 17 листопада 1996 | Каїр, Єгипет                | Ґрунт      | Андреа ван ден Гурк   | Катарина Среботнік Джессіка Стек          | w/o           |
| Поразка   | 5.   | 18 січня 1997     | Гельсінкі, Фінляндія        | Тверде (i) | Анна Лінкова          | Ольга Виметалкова Габріела Хмелінова      | 2–6, 1–6      |
| Поразка   | 6.   | 7 вересня 1997    | Бад-Наугайм, Німеччина      | Ґрунт      | Деббі Гак             | Анніка Ліндстедт Лусіана Масанте          | 2–6, 2–6      |
| Перемога  | 7.   | 22 листопада 1997 | Яффа, Ізраїль               | Тверде     | Наталі Кахана         | Ципора Обзилер Анна Смашнова              | 6–2, 6–1      |
| Перемога  | 8.   | 6 вересня 1998    | Софія, Болгарія             | Ґрунт      | Любомира Бачева       | Магда Міхалаке Зузана Валекова            | 6–1, 7–5      |
| Поразка   | 7.   | 15 серпня 1999    | Ребек, Бельгія              | Ґрунт      | Наташа Ґалауза        | Лі На Лі Тін                              | 1–6, 4–6      |
| Поразка   | 8.   | 20 листопада 1999 | Довіль (Кальвадос), Франція | Ґрунт (i)  | Магдалена Зденовкова  | Клое Карлотті Віржині Піше                | 5–7, 4–6      |
| Перемога  | 9.   | 27 лютого 2000    | Бухен, Німеччина            | Килим (i)  | Адрієнн Хегюдюш       | Магдалена Кучерова Людмила Ріхтерова      | 6–4, 6–2      |

## Юніорські фінали турнірів Великого шолома

### Парний розряд (0–1)
| Результат | Рік  | Турнір                               | Покриття | Партнерка   | Суперниці                 | Рахунок       |
| --------- | ---- | ------------------------------------ | -------- | ----------- | ------------------------- | ------------- |
| Поразка   | 1993 | Відкритий чемпіонат Франції з тенісу | Ґрунт    | Лара Біттер | Лоранс Куртуа Нансі Фебер | 6–3, 1–6, 3–6 |